# 针网虫
针网虫（学名：Stylodictya dujardinii）为孔盘虫科针网虫属的动物。分布于地中海以及中国东海等海域。